# Herrljunga station
Herrljunga järnvägsstation ligger i Herrljunga och är en knutpunkt för tåg på Västra stambanan och Älvsborgsbanan för fjärrtåg och regionaltåg i flera riktningar mot Göteborg, Stockholm, Uddevalla, Borås och Varberg samt med förbindelse till Lidköping och Mariestad på Kinnekullebanan.
Järnvägstrafiken startade 1859 när Västra stambanan mellan Sveriges två största städer nådde platsen och stationen öppnade 1862. Borås–Herrljunga järnväg öppnade för trafik 1863, och Uddevalla–Herrljunga järnväg öppnade för trafik 1866, dagens Älvsborgsbanan.
Trafiktekniskt är stationen en driftplatsdel med namnet Herrljunga central, som i sin tur är en del av driftplatsen Herrljunga.